# 台鐵DR3000型柴聯車
臺鐵DR3000型柴聯車是臺灣鐵路管理局於1990年引進的冷氣空調柴油客車，是臺鐵第三款裝有冷氣空調的柴油客車，由日立製作所製造。1990年代初期東部幹線自強號列車儘管已有DR2800型以及DR2900型柴聯車行駛，但車票仍然是一票難求，同時加上南迴線通車，需要更多車輛行駛而購置。2020年12月23日南迴線電氣化全線通車，臺灣環島鐵路幹線已無非電氣化區間，加上2021年開始新型電聯車自強號EMU3000型陸續開始交車，柴油自強號的使用需求不再，2023年4月26日改點後正式退役，結束在臺灣東部幹線長達33年的行駛。

## 概要

### 引進簡史
在臺灣1970年代的十大建設計畫中，北迴線的建設計畫成為了當時重要的鐵路工程之一，連接了宜蘭線的南聖湖站與花蓮站，1980年2月正式通車:102-103:134。隨後，1982年7月臺東線完成了從原本的762mm軌距拓寬到1,067mm軌距的軌道拓寬工程:93:119，使得宜蘭線、北迴線以及臺東線成為臺灣東部地區鐵路運輸的主要幹線:120-123。
1990年代初期，既有的DR2800型以及DR2900型柴聯車已無法滿足東部幹線持續增長的旅運需求。隨著南迴線即將通車，對於更多車輛的需求變得迫切。因此，決定向日本日立製作所購入與DR2900型相同規格的柴聯車作為增備車，為了能夠一次性補足營運能力，最終採購了27組共81輛:115，是目前臺灣鐵路史上單次採購最多輛的柴油客車，由於車輛設計大致與DR2900型相同，因此車輛型號原本預計以DR2900型繼續編號，但是車輛數過多，會有編號重複的問題，因此車輛型號改編為動力駕駛車DR3000型及電源拖車DR3070型。DR3000型雖由日立製作所得標，但實際上其中有15輛是日立製作所隱瞞臺鐵轉包川崎重工以及東急車輛製造，直至全部交車後半年被外國外鐵路雜誌紕漏臺鐵局才得知，並且被監察院糾正。

### 營運歷史
歷經多次試運轉和整備後，1900年12月18日開始以「自強號」為名行駛於東部幹線。最初，因為DR3000型與DR2800型柴聯車的控制系統相容，因此早期便常態與DR2800型共同連掛運用。然而，由於DR2800型和DR3000型的制動機構有所不同:115，制動時會產生頓挫感，因此在2000年後，除非是連續假日，這兩型車輛的共同編組使用已較少見:128，而DR2900型與DR3000型制動機構幾乎相同，不會產生頓挫感，便常態互相連掛行駛。1992年1月12日南迴線通車後，服務範圍擴大至縱貫線北段（至樹林）、南迴線、屏東線、縱貫線南段，以及臺中線（至臺中），1998年延駛至豐原站。隨著1990年代末板橋鐵路地下化施工，行駛區間改為樹林往返臺東，2000年後DR2900型開始與DR3000型共用車輛運用進行聯掛運行。2014年7月16日，臺東線全線電氣化完工，加上普悠瑪號列車加入東部幹線運輸，部分直達車次開始改由TEMU2000型行駛。2015年屏東線屏東到潮州站間電氣化通車，然而潮州至枋寮間的電氣工程尚未完成，尚未完成電氣化間的區間車使用DR2900型或DR3000型行駛2019年電氣化完工後改以通勤電聯車行駛。2016年10月16日起因臺中鐵路高架化通車，新月臺與本型車車門間縫隙過大，故全面退出臺中線，改以縱貫線南段彰化站為終點。
2020年12月23日南迴線電氣化全線通車，臺灣環島鐵路幹線已無非電氣化區間，加上2021年開始新型電聯車自強號EMU3000型陸續開始交車，柴油自強號的使用需求不再，車次運用大幅縮減，因此DR3000型開始逢三A級檢修屆期就停用不再檢修，2022年3月29日改點行駛列次大幅縮減為2組運用，一組運用於潮州車輛基地員工通勤列車，於每週一至五高雄機廠往返潮州站2列次；另一組運用則為一般客運列車，行駛於樹林站、花蓮站、新左營站及彰化站間東部幹線及南迴線13列次，同年6月29日縮減成10列次，11月17日再次縮減僅剩6列次，2023年4月26日改點後正式退役，並結束34年對臺灣東部幹線的服務，退役當日臺鐵特別開出6688次專車從樹林開往花蓮作為送別活動。在這33年間鮮少發生故障，即便途中發生故障，也能自主完成行程後返回車廠進行必要的維修，而無需求援。

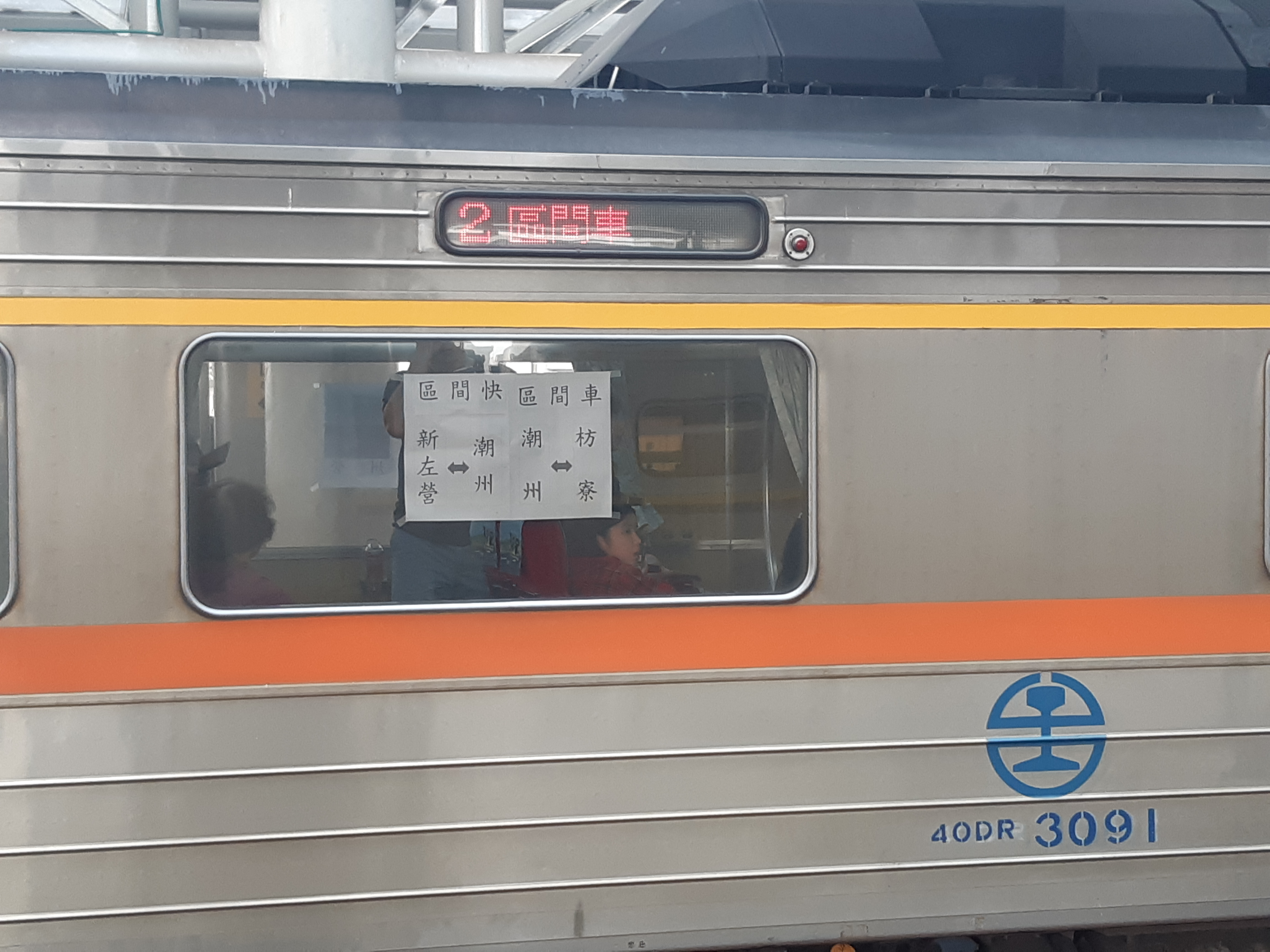
行駛屏東線區間車的DR3000

## 規格與構造

### 車體
考慮到台灣溫暖潮濕的氣候，DR3000型列車的車體使用不鏽鋼製造，設計與DR2900型柴聯車相同。車窗設計為大窗戶搭配小窗戶，而DR3000型列車在逃生門前方加裝了電氣路牌保護墊，以避免列車高速行駛時因慣性作用導致路牌敲擊車身發出噪音或損壞車體；原來的路牌保護墊已經拆除。這個保護墊後面是緊急逃生門，以便於發生事故時能迅速疏散乘客。乘客上下車門位於車身尾部，而DR3070型則在車廂兩端均配有上下車門。新造車輛時裝有手動摺疊門，但2009年為了防止乘客因車門未關好而摔出車外，DR3000型逐步由秦陽公司南州廠進行改造，主要是將摺疊門換成滑塞式電動門，這樣不僅提升了便利性，也減少了因門未關閉而發生意外的風險。由於需要安裝自動門聯控的跳線，車端外觀略有變化，車廂間的跳線由兩條增加為三條，車尾燈位置稍微上移，電氣尾燈掛勾由尾燈上方改至尾燈旁邊。車體的塗裝與DR2900型相同，車頭使用了警戒色塗裝來提醒前方行人，車窗上下邊緣塗有黃色和橙色，以增加車輛的可見性並提升乘客的安全感。DR3000型車廂編號上方在新出廠時就有台鐵局的局徽，因此早年遠眺DR3000型與DR2900型外觀分辨僅能透過車身上的局徽分辨。
列車的車側終點顯示器最初為布幕式，設置在車門上方。為了增加顯示內容更加彈性，2009年車門更新時，顯示器被更換為三色LED顯示幕，位置從車門上方移至車體中段上方，車門上方的舊布幕式路線牌則改為自動車門機構使用，顯示幕採用與DR2800型柴聯車相同的型號。

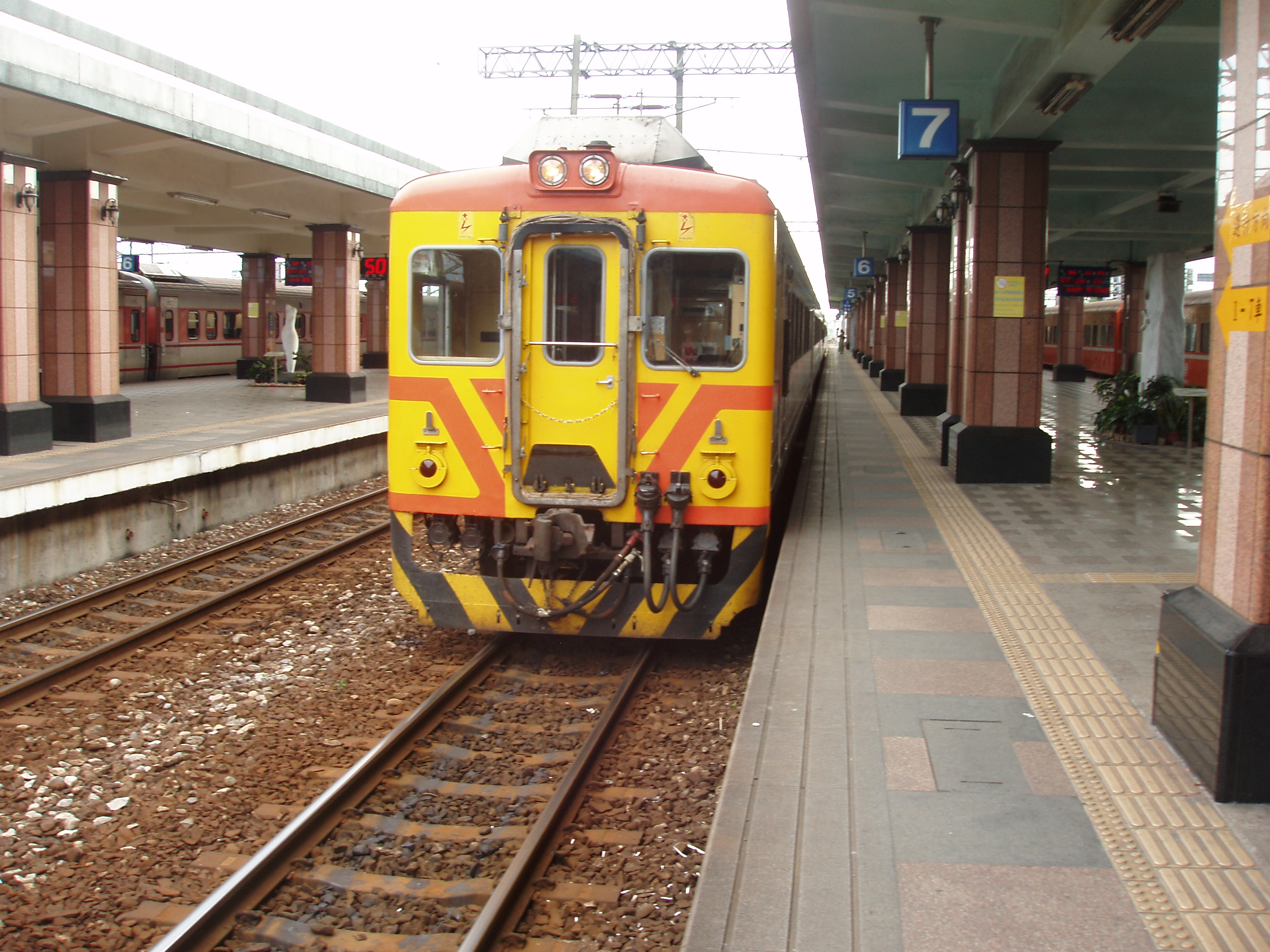
自動門跳線改裝前樣式
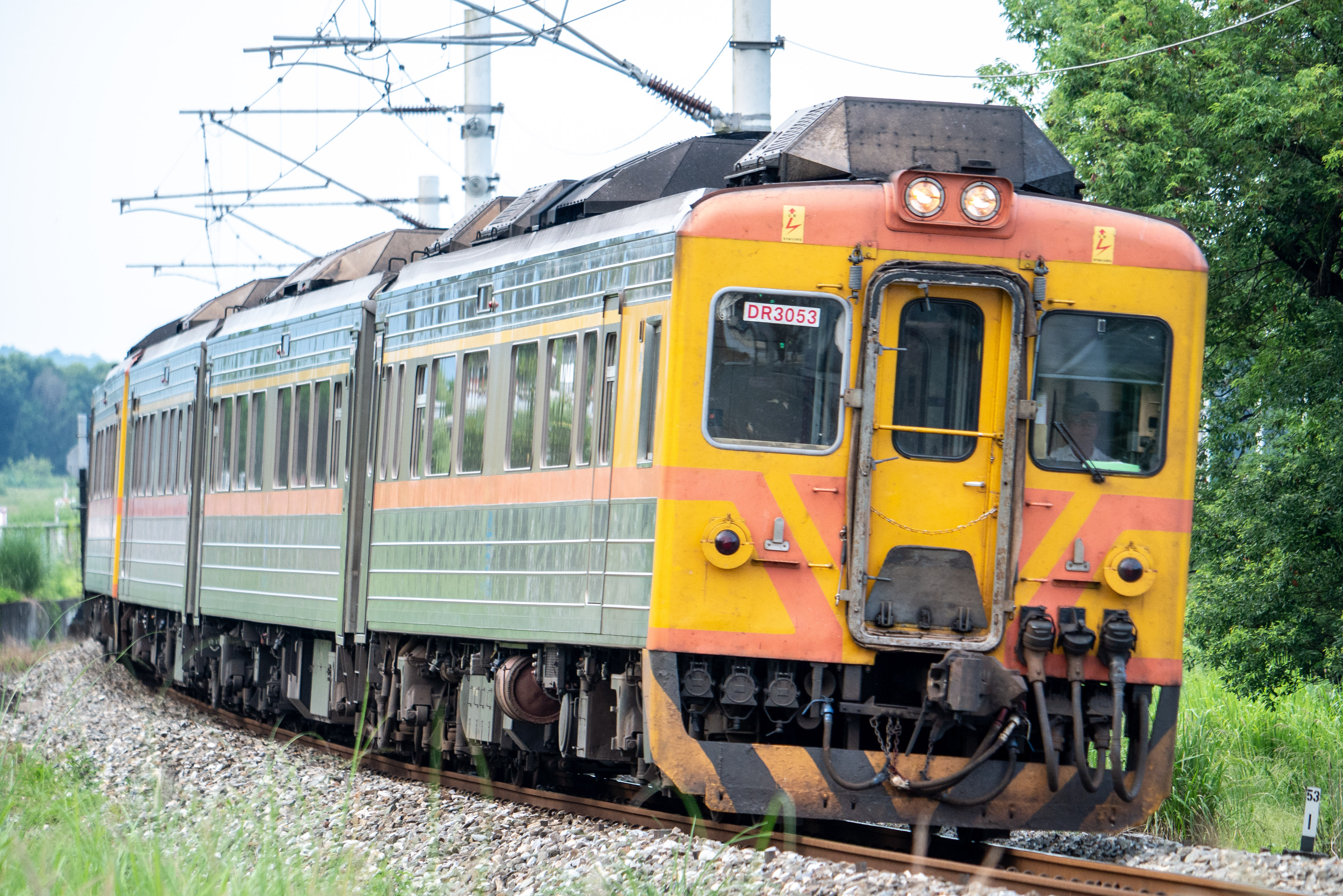
自動門跳線改裝後位置改變情形

### 客室設備
DR3000型列車內裝設計基本上與DR2900型相同，走道鋪設了地毯，牆壁採用木紋壁板，座椅採用與莒光號相同的迴轉式坐臥兩用椅，每行採用2+2配置，每組座椅間距1,100 mm，共11排22組的44位座位，2003年7月由於尊龍火燒車事件，車輛安全門旁的四個座位被移除，座位數改為40位。至於DR3070型電源拖車，車內沒有設置廁所，僅設置簡易茶水區，因此座椅可安裝數量更多，單數側有14排，雙數側則受限茶水區，安裝13排座椅，共54個座位。座椅上方設有行李架，提供旅客放置行李，行李架外觀設計與DR2900型大有不同，行李架外緣設有鐵板護欄避免行李滑落，DR3000型為綠色護欄行李架，DR3070型為橘色護欄行李架，車窗下方於每個座椅旁設有茶杯架。車內裝備類似於DR2700型柴油客車的月洞門:106，月洞門內配置散熱管線和排煙管，拱門上還飾有金屬裝飾板。為了簡化維護流程和採購流程，後來取消了走道地毯。DR3000型車設有單獨的駕駛室，駕駛室設於列車左側，有小格板區分駕駛室之空間，而駕駛室對側設有一組2人坐臥兩用椅，由於該座椅與一般乘客區有一隔板區隔，並且又可以看見列車前方景象，因此被俗稱為「天王座」，而這個座位一般常當作車掌室或隨車機務休息室使用，而DR3070型因無設置駕駛室，因此無「天王座」的座位區。

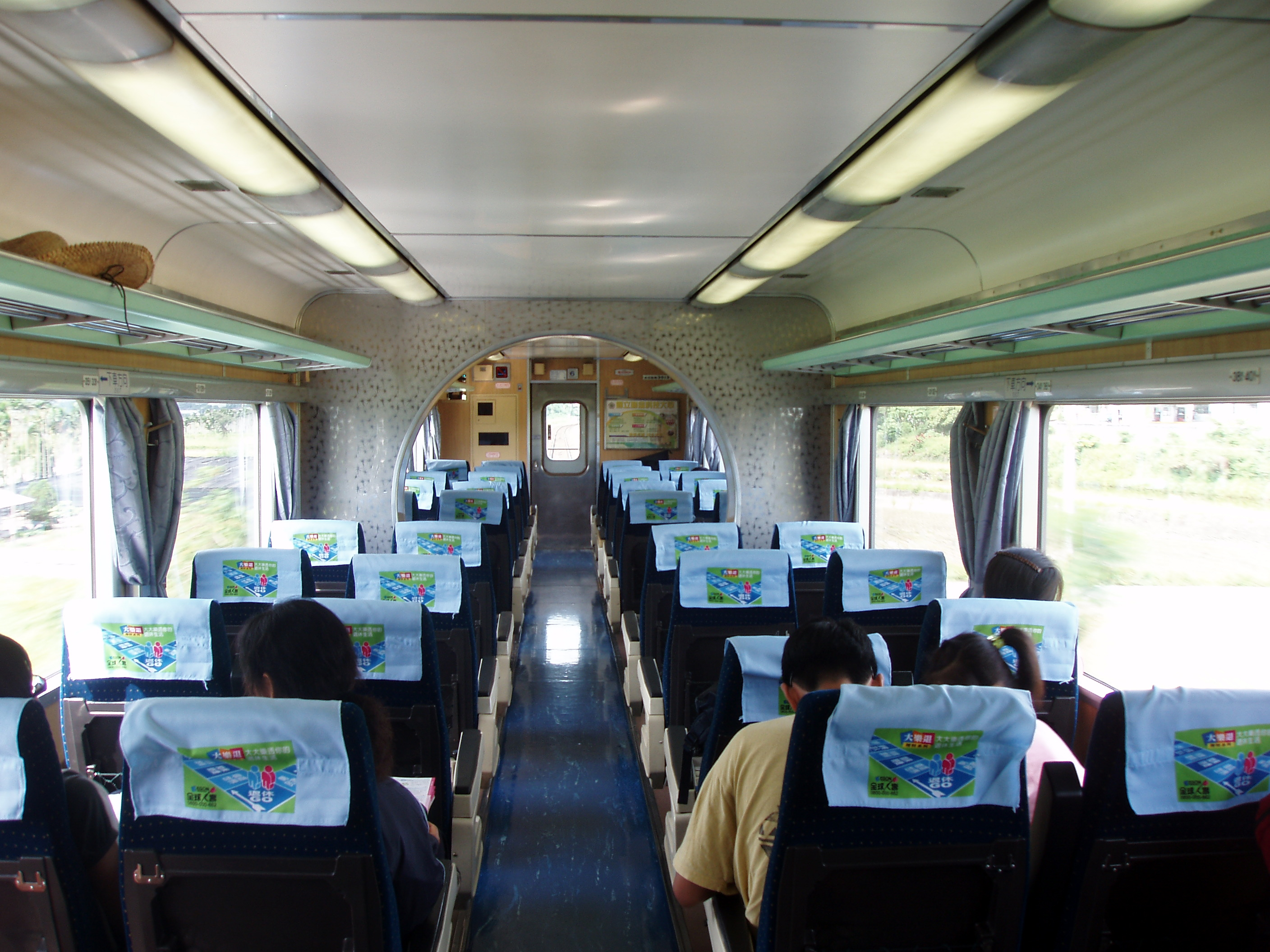
DR3000型柴聯車內裝
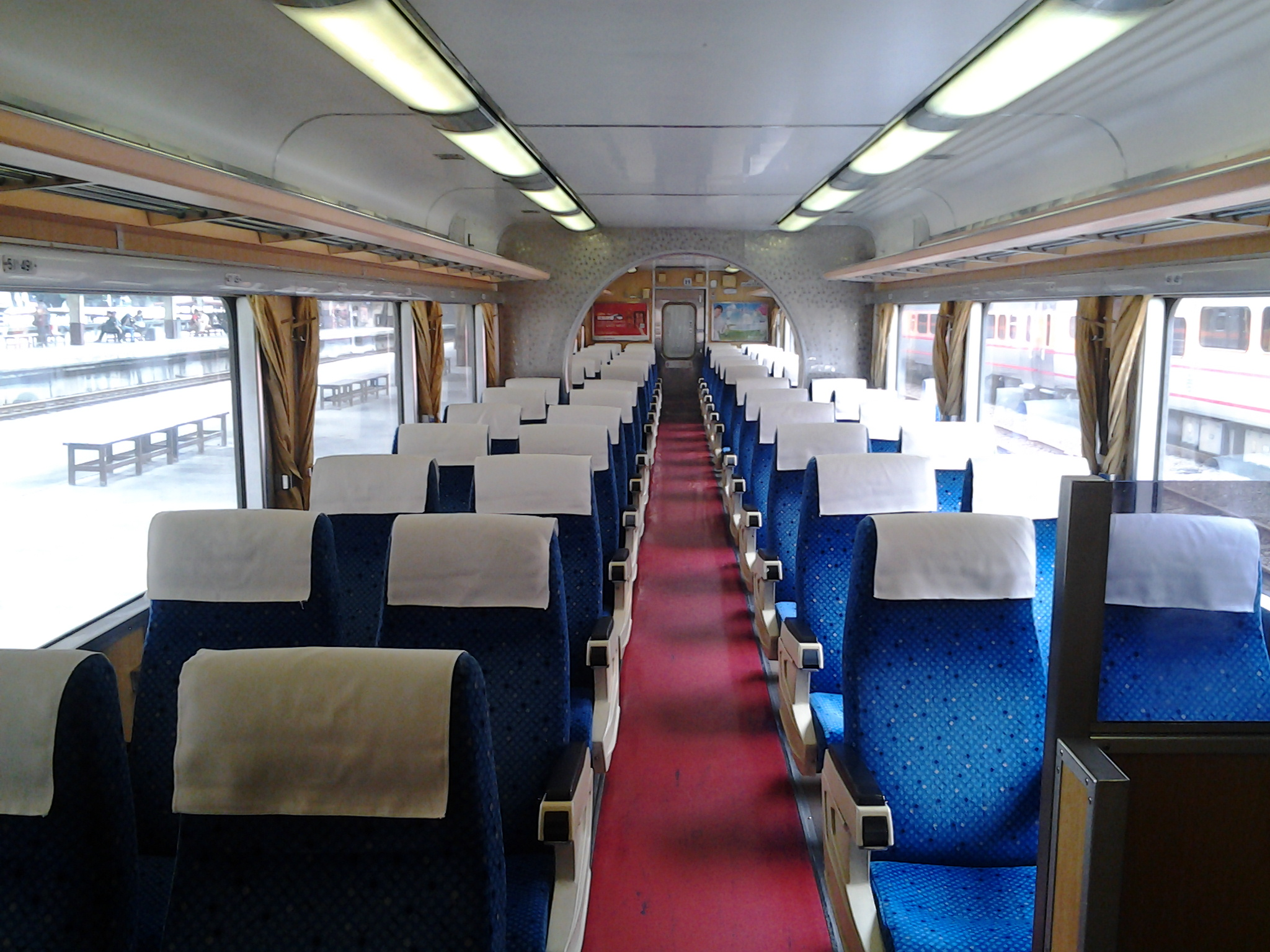
DR3070型柴聯車內裝
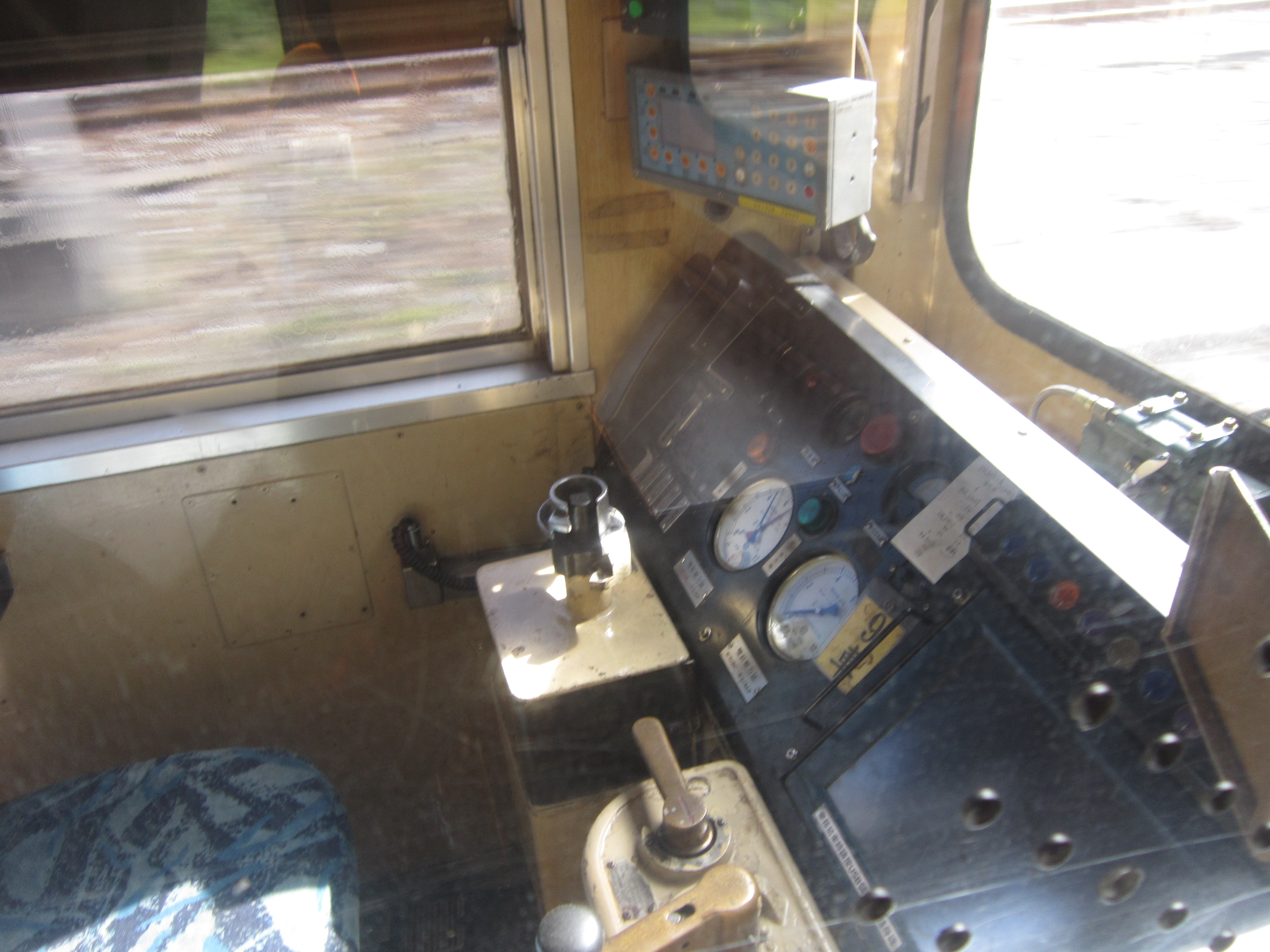
DR3000的駕駛臺

### 動力系統
DR3000型柴聯車最初搭載康明斯NT855-R4型柴油引擎，單組持續輸出功率為310 hp/2100 rpm，配備新潟鐵工所製造的DBSF110型液體變速機:106，可切換液聯位（低速檔）和直聯位（高速檔），列車最高速度達110公里。在2010年代初動力用NT855-R4型引擎日漸老化，常導致動力不足和晚點，因此於2011至2012年間逐步更新馬力更大的N14-R4型引擎，單組持續輸出功率達350hp。DR3070型的發電機引擎則因不影響動力而未作更改。DR3000型退役之後，由於N14-R4型引擎使用時間不長，而現役的DR3100型及DR1000型柴油車皆使用NTA855-R1型引擎，為了兩款引擎能被充分利用，將N14-R4型引擎拆卸後改裝到DR3100型繼續使用，而原先安裝於DR3100型的引擎則拆卸作為DR1000型維修備品。DR3000型的引擎冷卻器與DR2700型相同設置在車廂的車頂上方。冷卻風扇採用油壓馬達驅動，自動感測並且依照柴油引擎之迴轉數控制，使冷卻水的溫度保持於正常範圍內。
DR3000型的轉向架採用日立製作所的搖枕式轉向架，第一層懸吊為金屬彈簧，第二層懸吊為空氣彈簧枕梁。動力車使用DTM-40型轉向架，無動力電源車則使用DTT-40型轉向架:106。

### 發電設備
列車所需的電力完全由DR3070型電源拖車上的發電機組提供。這個發電機組由康明斯NT855-R4型引擎驅動，搭載富士電機製造的3FC5314E-4Z型三相交流無碳刷發電機。引擎的轉速固定在270 HP/1800 rpm，以滿足發電機的發電需求。產生的電力用來供應空調機所需的440V三相交流電，日光燈和換氣風扇所需的110V交流電，以及控制系統和蓄電池充電所需的24V直流電:118。單一發電機組最多能夠支援2組編組，共6節車廂使用。由於NT855-R4型引擎和3FC5314E-4Z型發電機與DR1000型和DR3100型所用的型號相同，因此這些設備在退役後被拆卸下來作為維修備品。

### 保安裝置
DR3000型的鐵路安全裝置最初配備了瑞典愛立信製自動列車警報裝置（AWS）以及自動列車停止裝置（ATS-SN和ATS-P）:174-183。1991年11月15日，臺鐵發生了造橋列車追撞事故，導致30人遇難、112人受傷，臺鐵開始計畫將舊版的AWS和ATS系統升級為新的ATP系統。臺鐵於2007年引入了龐巴迪製的列車自動保護系統（ATP），這個系統符合歐洲鐵路交通管理系統等級一的標準（包括ETCS）。但由於故障率偏高，許多司機員選擇關閉ATP，2007年發生大里車站追撞事故造成5人死亡、17人受傷，為了提高安全性，臺鐵在2009年推動「環島鐵路整體系統安全提升計畫」，並安裝了ATP遠端監視系統。

### 車輛型式與編組方式
DR3000型一組固定為三輛編成一組，其中兩端為駕駛動力車，中間為電源拖車。在連續假期或特殊節日等高需求時，可能會以5組15輛的編組出現。車輛配置包括駕駛動力車DR3000型、電源拖車DR3070型以及駕駛動力車DR3000型。DR3000型採用了與DR2800型、DR2900型以及後續引進的DR3100型以及DR1000型列車相同的控制系統，因此可以進行不同型式柴聯車的總控運轉，最大可5組15輛重聯總控運轉。
DR3000型
附有車長室、駕駛室以及列車動力的駕駛動力車，一共54輛，列車的車頂設置引擎冷卻器、排氣管以及冷氣設備；車內設有廁所及茶水間。車底設置油箱、電池與儀表箱、基本制軔系統的控制元件、空氣壓縮機、廁所用水箱、引擎用的空氣濾清器、排氣管消音器與變速油箱、接觸器開關等設備。DR3000型動力車原始設置44個座位:113，拆除逃生門附近座椅後的座位數是40位。
DR3070型
附有發電機之電源拖車，一共27輛。車頂設備大致與DR3000型動力車相同，車內設有茶水間，車底設備裝有柴油發電機以及變壓器作為空調電力來源。DR3070型電源車原始配置54個座位:113。
|          | DR3000 ←（逆行）方向（順行）方向→ |                 |                 |
| 車廂編號 | 1、4、7、10、13                   | 2、5、8、11、14 | 3、6、9、12、15 |
|          |                                   |                 |                 |
| 形式     | 40DR3000 (M)                      | 40DR3070 (T)    | 40DR3000 (M)    |
| 其他設備 | ,                                 |                 | ,               |
| 座位數   | 38位                              | 46位            | 38位            |

範例
- ：駕駛室、車長座位（1、3、4、6、7、9、10、12、13、15車）
- ：廁所

參考資料：

## 改造車輛
2009年將原本的手動門改裝成自動門，同時將原本布幕式終點顯示牌更新為LED顯示器，詳細改造介紹於前文有詳細介紹。在2016年開始的無階化改造計畫本型車曾於改造名單之中，其改造重點與自動門莒光號相同，但因應新城際列車之購置、南迴線電氣化及車齡較高等因素，故取消加入此計畫。

## 保存車輛
DR3000型柴油車目前動態保存與靜態保存僅各有一輛車得以保存，獲靜態保存的列車是2013年8月31日枋山二號隧道土石流事故車DR3051，2019年由花蓮機廠整修後展示於林榮新光車站；動態保存的是電源拖車DR3092，作為臺東機務段搶列車宿營車使用。

## 相關事故
1997年3月27日，樹林開往蘇澳的1083次自強號列車在通過外澳時，遇到在站內進行邊坡工程的水泥高壓泵浦車不慎侵入鐵軌淨空，造成列車高速撞上。這起事故導致水泥高壓泵浦車司機死亡，列車上20餘人受輕重傷。
2002年8月9日，彰化開往豐原的2051A次迴送車在5點20分準備通過臺中站時，因車站南端的跨線橋被超過限高的貨櫃車撞擊，導致鐵軌損壞。列車隨後高速出軌，並撞上第一月台，造成3人受輕重傷。
2009年4月9日，臺東開往豐原的2056次自強號列車在臺南縣仁德鄉保安發生燒軸事件。2010年4月5日，臺東開往豐原的2056次自強號列車在西勢至麟洛間，其中一節車輛DR3071發生車體引擎脫落事件
2013年8月31日，臺東開往新左營的302次自強號列車在枋野至加祿間撞上土石流，造成17位旅客受輕重傷。
2016年6月22日，新左營開往花蓮的307次自強號列車在瑞穗至富源間，最後方第7至第9車因軌道損壞而出軌翻覆，造成2位中國的自由行旅客受傷。
2022年9月18日，花蓮開往臺東的420次自強號列車在東里站時，因臺東地震引發月台遮雨棚崩塌，砸中列車，導致第1、1C、2、5、6、7車出軌傾斜，車內20名乘客未受傷。

## 備註
1. ↑  駕駛動力車和電源拖車使用同型引擎。
2. ↑  今蘇澳新站。
3. ↑  但是安全門牽涉到車內的設計變更，故並未改造。
4. ↑  英文：Destination Indicator，簡稱DI
5. ↑  臺鐵譯成固敏式
6. ↑  生產編號均以DR3000開頭
7. ↑  生產編號均以DR3070開頭
8. ↑  通常只於出廠試運轉時才會與其他形式柴聯車聯掛
9. ↑  今台南市仁德區。

## 外部連結
- Kashiwa. . Train Collection. 2014-12-11  [2024-08-27]. （原始内容存档于2024-08-28） （中文（臺灣））.
- 臺灣鐵路管理局-車種介紹 DR3000